# مارموست کاکل‌سیاه
مارموست کاکل‌سیاه (نام علمی: Callithrix penicillata) نام یک گونه از سرده مارموست است.